# Alan Bennett
Alan Bennett (Leeds, 9 maggio 1934) è uno scrittore, drammaturgo, sceneggiatore e attore britannico.

## Biografia
Alan Bennett è nato a Leeds (Yorkshire occidentale) e precisamente nel quartiere operaio Armley. Figlio di un macellaio, dopo gli studi secondari ha vinto una borsa di studio ad Oxford presso l'Exeter College, dove si è laureato in storia e dove è rimasto per diversi anni come ricercatore e docente di storia medievale, finché non ha abbandonato il mondo accademico per dedicarsi al teatro.
Nel 1960, ha esordito come attore e coautore dello spettacolo Beyond the Fringe. Nel 1968, a Londra è andata in scena la sua prima commedia: Forty Years On. Nel 1988 la sua commedia Una questione di attribuzione è andata in scena al Royal National Theatre di Londra, in repertorio con un'altra commedia di Bennett, An Englishman Abroad. È del 1991 la sua commedia La pazzia di Re Giorgio, che lui stesso ha sceneggiato per la trasposizione cinematografica del 1994 intitolata ancora La pazzia di Re Giorgio. Nel 2004 è avvenuta la prima rappresentazione della commedia The History Boys (Gli studenti di storia), che ha vinto 6 Tony Award e da cui, nel 2006, è stato tratto l'omonimo film.
Tra i suoi lavori più celebri spicca anche la serie di monologhi Talking Heads (Signore e signori) (1988 - 1998), nei quali rientrano Una patatina nello zucchero, La grande occasione e Un letto fra le lenticchie, resi poi celebri nel panorama teatrale italiano grazie alle interpretazioni dell'attrice Anna Marchesini. Tutte le sue pubblicazioni sono edite in Italia da Adelphi.
È dichiaratamente gay.

## Filmografia parziale

### Sceneggiatore
- Pranzo reale (A Private Function), regia di Malcolm Mowbray (1984)
- Prick Up - l'importanza di essere Joe (Prick Up Your Ears), regia di Stephen Frears (1987)
- 102 Boulevard Haussmann, regia di Udayan Prasad - film TV (1990)
- La pazzia di Re Giorgio (The Madness of King George), regia di Nicholas Hytner (1994)
- The History Boys, regia di Nicholas Hytner (2006)
- The Lady in the Van, regia di Nicholas Hytner (2015)
- Allelujah - Un ospedale in rivolta (Allelujah), regia di Richard Eyre (2022)
- The Choral, regia di Nicholas Hytner (2025)

### Attore
- Il Santo (The Saint) - serie TV, 3 episodi (1964-1965)
- Ogni uomo dovrebbe averne due (Every Home Should Have One), regia di Jim Clark (1970)
- Amare per sempre (In Love and War), regia di Richard Attenborough (1996)

### Doppiatore
- I Griffin (Family Guy) - serie TV, 1 episodio (2013)

## Opere tradotte in italiano
- Talking Heads, Londra, BBC Publications, 1988.
  - Signore e signori, traduzione di Davide Tortorella, Milano, Adelphi, 2004. ISBN 978-8845923500.

- The Lady in the Van, Londra, The London Review of Books, 1990.
  - La signora nel furgone, traduzione di Giulia Arborio Mela, Milano, Adelphi, 2003. ISBN 978-8845917578.
  - La signora nel furgone e le sue conseguenze, traduzione di Giulia Arborio Mela e Mariagrazia Gini, Milano, Adelphi, 2018. ISBN 978-8845932731.

- The Madness of George III, Londra, Faber & Faber, 1993.
  - La pazzia di Re Giorgio, traduzione di Franco Salvatorelli, Milano, Adelphi, 1996. ISBN 978-8845911934.
- Talking Heads II, Londra, 1988.
  - Il gioco del panino, traduzione di Mariagrazia Gini, Milano, Adelphi, 2016. ISBN 9788845930584.

- The Laying on of Hands, Londra, The London Review of Books, 2000.
  - La cerimonia del massaggio, traduzione di Giulia Arborio Mella e Claudia Valeria Letizia, Milano, Adelphi, 2002. ISBN 978-8845916830.

- The Clothes They Stood Up In, Londra,  Random House Inc., 2001.
  - Nudi e crudi, traduzione di Giulia Arborio Mella e Claudia Valeria Letizia, Milano, Adelphi, 2001. ISBN 978-8845916106.

- The History Boys, Londra, Faber & Faber, 2004.
  - Gli studenti di storia, traduzione di Mariagrazia Gini, Milano, Adelphi, 2012. ISBN 978-8845926594.

- Untold Stories (memoir & essays), Londra, Faber & Faber, 2005.
  - Scritto sul corpo (Written on the Body), traduzione di Davide Tortorella, Milano, Adelphi, 2006. ISBN 978-8845920707.
  - Una visita guidata (Going to the pictures), traduzione di Andrea Di Gregorio, Milano, Adelphi, 2008. ISBN 978-8845922732.
  - L'imbarazzo della scelta (Spoiled for choice, four paintings for schools; Portrait or bust), traduzione di Daniele V. Filippi, Milano, Adelphi, 2009. ISBN 978-8845923791.

- The Uncommon Reader, Londra, Faber & Faber, 2007.
  - La sovrana lettrice, traduzione di Monica Pavani, Milano, Adelphi, 2007. ISBN 978-8845926266.

- The Habit of Art, Londra, Faber & Faber, 2009.
  - Il vizio dell'arte, traduzione di Mariagrazia Gini, Milano, Adelphi, 2014. ISBN 978-8845928857.

- A Life Like Other People's, Londra, Farrar, Straus and Giroux, 2009.
  - Una vita come le altre, traduzione di Mariagrazia Gini, Milano, Adelphi, 2010. ISBN 978-8845925474.

- Smut: two unseemly stories, Londra, Profile Books, 2011. 
  - Due storie sporche, traduzione di Mariagrazia Gini, Milano, Adelphi, 2011. ISBN 978-8845930027.

- People, Londra, Faber & Faber, 2012.
  - Gente, traduzione di Mariagrazia Gini, Milano, Adelphi, 2015. ISBN 978-8845929595.

- Two Besides: A Pair of Talking Heads, Londra, Faber & Faber, 2021.
  - Una donna qualunque. Due monologhi, traduzione di Mariagrazia Gini, Milano, Adelphi, 2022. ISBN 978-8845937224.
- House Arrest: Pandemic Diaries, Londra, Faber & Faber, 2022.
  - Arresti domiciliari. Diari della pandemia, traduzione di Mariagrazia Gini, Milano, Adelphi, 2023. ISBN 9788845937828.

## Riconoscimenti
- Premio Oscar
  - 1995 – Candidatura per la migliore sceneggiatura non originale per La pazzia di Re Giorgio
- BAFTA
  - 1985 – Candidatura per la migliore sceneggiatura originale per Pranzo reale
  - 1988 – Candidatura per la migliore sceneggiatura non originale per Prick Up - L'importanza di essere Joe
  - 1996 – Candidatura per la migliore sceneggiatura non originale per La pazzia di Re Giorgio
- Premio Laurence Olivier
  - 1990 – Miglior commedia per Single Spies
  - 1992 – Miglior intrattenimento per Signore e signori
  - 1992 – Miglior attore in un musical per Signore e signori
  - 2005 – Migliore nuova opera teatrale per Gli studenti di storia
  - 2005 – Premio alla carriera
- London Critics Circle Film Awards
  - 1985 – Miglior sceneggiatore dell'anno per Pranzo reale
  - 1987 – Miglior sceneggiatore dell'anno per Prick Up – L'importanza di essere Joe
- New York Drama Critics' Circle
  - 1963 – Premio speciale per Beyond the Fringe
- Tony Award
  - 1963 – Premio speciale per Beyond the Fringe
  - 2006 – Migliore opera teatrale per Gli studenti di storia